# Darren McMullen
Darren McMullen (Glasgow, Escocia; 10 de febrero de 1982) es un presentador escocés-australiano.

## Biografía
Darren nació en Escocia pero a los 12 años se mudó a Australia con su familia.
Estudió en el "Bradfield Colleg" en Sídney.
Desde el julio de 2013 a principios del 2019 salió con la actriz estadounidense Crystal Reed.

## Carrera
En el 2014 se unió al elenco principal de la tercera temporada de la serie australiana House Husbands donde interpretó a Alex Larden hasta el 2015.

## Filmografía

### Series de Televisión
| Año         | Serie          | Personaje   | Notas          |
| ----------- | -------------- | ----------- | -------------- |
| 2014 - 2015 | House Husbands | Alex Larden | 13 episodios   |
| 2012        | The Magicians  | Presentador | episodio # 2.1 |

### Escritor
| Año         | Programa         | Notas        |
| ----------- | ---------------- | ------------ |
| 2010        | Minute to Win It | 16 episodios |
| 2008 - 2009 | MTV News         | 6 episodios  |
| 2008        | The Lair         | 7 episodios  |
| 2005        | Exclusive        | -            |

### Presentador
| Año                | Programa            | Notas        |
| ------------------ | ------------------- | ------------ |
| 2014 - presentador | The Voice Kids      | 7 episodios  |
| 2012 - presente    | The Voice           | 64 episodios |
| 2012               | BeatTV              | -            |
| 2012               | Voices Reaching Out | -            |
| 2011               | Love in the Wild    | 7 episodios  |
| 2007 - 2009, 2011  | MTV News            | 8 episodios  |
| 2007               | The Lair            | 4 episodios  |